# 拉科梅勒
拉科梅勒（法語：La Comelle，法語發音：[la kɔmɛl]）是法国索恩-卢瓦尔省的一个市镇，属于欧坦区。

## 地理
拉科梅勒（46°52'46"N, 4°6'43"E）面积22.73 平方千米，位于法国勃艮第-弗朗什-孔泰大區索恩-卢瓦尔省，该省份为法国中部省份，北起顺时针与科多尔省、汝拉省、安省、罗讷省、卢瓦尔省、阿列省和涅夫勒省接壤。
与拉科梅勒接壤的市镇（或旧市镇、城区）包括：圣莱热苏伯夫赖、普瓦勒、阿鲁河畔埃唐、莱济、阿鲁河畔圣迪迪耶。

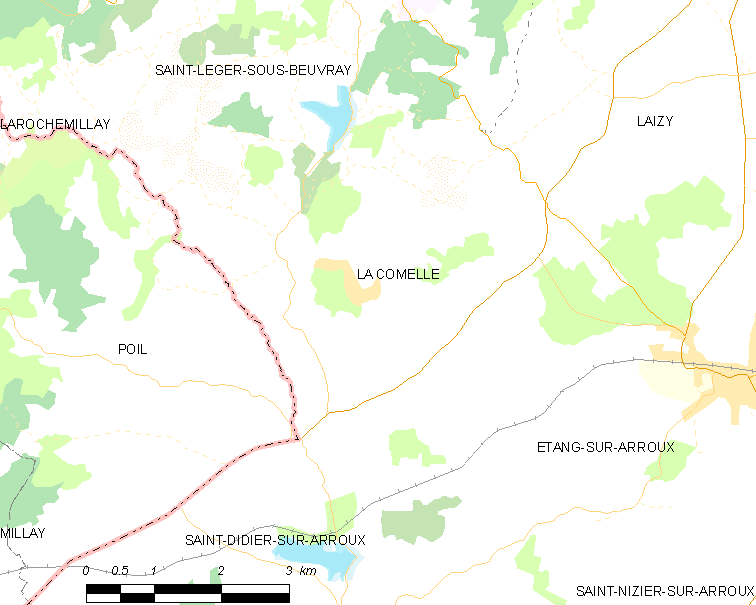
拉科梅勒的OSM定位图

拉科梅勒的时区为UTC+01:00、UTC+02:00（夏令时）。

## 行政
拉科梅勒的邮政编码为71990，INSEE市镇编码为71142。

## 政治
拉科梅勒所属的省级选区为欧坦第二县。

## 人口

1962-2008年间拉科梅勒人口变化图示

拉科梅勒于2022年1月1日时的人口数量为248人。